# Arrondissement di Fontainebleau
L'arrondissement di Fontainebleau è una suddivisione amministrativa francese, situata nel dipartimento di Senna e Marna e nella regione dell'Île-de-France.

## Composizione
L'arrondissement di Fontainebleau raggruppa 87 comuni in 6 cantoni:
- cantone di La Chapelle-la-Reine
- cantone di Château-Landon
- cantone di Fontainebleau
- cantone di Lorrez-le-Bocage-Préaux
- cantone di Moret-sur-Loing
- cantone di Nemours